# БАК-100

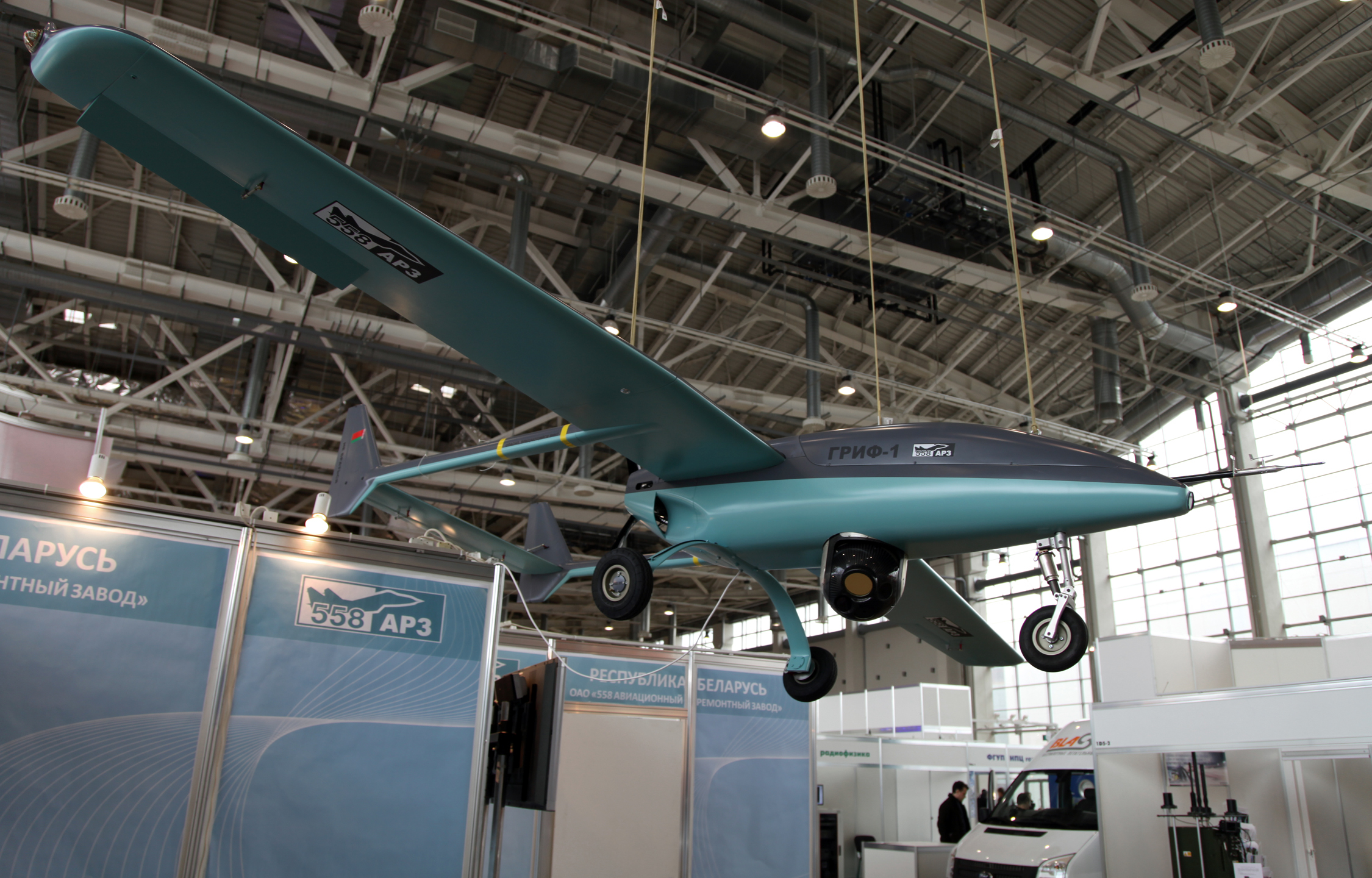
Гриф-1

БАК-100 або Гриф-1 — безпілотний авіаційний комплекс, розроблений білоруськими фахівцями. Був представлений на виставці озброєнь в Мінську «MILEX-2014».

## Тактико-технічні характеристики
До складу комплексу входить літак «Гриф-1». Дальність його польоту 100 км. Приблизна вартість комплексу складає 1 млн доларів. Однією з унікальних особливостей БАК-100 є можливість управління ним без системи супутникової навігації. Обладнання, яке дозволяє зробити це, було розроблено компанією КВАНД ИС. На даний момент зроблено шість примірників БПЛА. Комплекс вже зробив близько ста вильотів. Може літати вдень і вночі. Літак злітає і вручну і в автоматичному режимі. Одночасно можна управляти двома літаками. За своїми основними експлуатаційно-технічними характеристиками літак не тільки не поступається, але і випереджає аналоги.